# Nahuel Moreno
Nahuel Moreno (Hugo Miguel Bressano) (Rivadavia, 24 de abril de 1924 - Buenos Aires, 25 de enero de 1987) fue un dirigente político trotskista argentino.
Tuvo una activa participación en el movimiento trotskista internacional y en la izquierda argentina. Fundó distintas organizaciones y partidos de izquierda en Latinoamérica, particularmente en su país: GOM, POR, MAO, Palabra Obrera, PRT, PRT-La Verdad, PST, MAS. A nivel internacional participó siempre en las luchas políticas entre las distintas fracciones del trotskismo, desde el Segundo Congreso de la IV Internacional (en 1948), hasta la fundación de su propia organización, la LIT-CI (Liga Internacional de los Trabajadores - Cuarta Internacional), en 1982.

## Biografía

### Inicios
La familia de Hugo Bressano pertenecía a la clase alta; su padre era contador público y empresario y sus tíos dirigentes políticos locales de Unión Cívica Radical. A partir de la influencia familiar, combinó actividades sociales y deportivas con sus primeras lecturas políticas. La familia lo envió al Colegio Manuel Belgrano, con la esperanza de que después siguiera abogacía. Finalizaba la "década infame" de 1930.
Vinculado a la Asociación Cultural Nicolás Vergara, formada por intelectuales y estudiantes, Bressano dio sus primeras charlas sobre temas filosóficos. Por medio de esta asociación llegó al Teatro del Pueblo, un reducto de la intelectualidad de izquierda que en aquel entonces estaba en su apogeo.
Un trabajador marítimo de apellido Faraldo, que desaparecería durante la dictadura militar de 1976, lo ganó para el trotskismo en 1942, a pesar de su resistencia inicial: «Odiaba la política. Me gustaba mucho la matemática y la filosofía. Otra pasión mía era la crítica de teatro».
Bressano ingresó a militar al PORS (Partido Obrero de la Revolución Socialista), efímera organización que intentó unificar al conjunto de las tendencias del trotskismo argentino con el apoyo del Comité Ejecutivo de la IV Internacional. Bressano fue separado al poco tiempo de su incorporación. En esta ocasión, el joven militante escribiría el folleto «Tres meses de mi vida en el confusionismo. Sobre mi separación del PORS» (fechado e 15 de mayo de 1942).
Tras la separación del PORS (que no tardó en desintegrarse), Bressano adhirió a la LOR, grupo dirigido por Quebracho (Liborio Justo), trotskista hijo de Agustín Pedro Justo. Quebracho bautizó a Bressano con su seudónimo: Nahuel (que significa tigre en mapuche) y Moreno por el color de su pelo.

### El GOM y el POR
La experiencia de Moreno en las filas de la LOR fue incluso más breve que su militancia en el PORS, pues fue expulsado a los dos meses. Los motivos de esta expulsión no están documentados.
En junio de 1944, fundó el GOM (Grupo Obrero Marxista), en el barrio porteño de Villa Crespo. El GOM se conformaba en torno a un documento político escrito por Moreno en 1943, titulado El Partido, en el que desarrollaba un análisis a partir de categorías hegelianas, concluyendo que:

Nos empalmaremos en el movimiento obrero, acercándonos y penetrando en las organizaciones donde este se encuentre, para intervenir en todos los conflictos de clase.
Nahuel Moreno

A partir de este análisis de Hugo Bressano, el grupo buscó ligarse a la clase obrera en Avellaneda (en el sur del Gran Buenos Aires), que en esa época era la ciudad industrial más importante de la Argentina. El planteo tocaba una problemática fundamental del trotskismo en ese momento, pues si bien había habido excepciones individuales (Mateo Fossa había presidido el Congreso de Fundación de la CGT), en general los trotskistas nunca habían tenido contacto alguno con el movimiento obrero. El GOM y el grupo de J. Posadas trataron de cambiar esa situación.
Desde 1944, el grupo de Moreno intervino en las huelgas de los frigoríficos de Anglo y Ciabasa, luchando por dirigir las comisiones internas. Obtuvieron la elección de delegados en el sindicato del cuero, de la carne, de caños de cemento y en la comisión interna de la fábrica Alpargatas. También reclutaron militantes entre la juventud universitaria, llegando a ganar una fracción de la Juventud del Partido Socialista de Avellaneda en 1947 (dirigida por Ángel Bengoechea).En 1944 Moreno funda su propio grupo, el GOM (Grupo Obrero Marxista) que se proponía fundamentalmente llegar al movimiento obrero. Para ello se dirigió a una de las zonas de mayor concentración obrera, la zona sur de Gran Buenos Aires, especialmente Avellaneda. En enero de 1945 participaron en la huelga del frigorífico Anglo-Ciabasa con 15.000 obreros. Aconsejados por Mateo Fossa (dirigente de la madera que se había entrevistado con Trotski), se acercaron con dinero para el fondo de huelga, ofreciendo su apoyo, esta experiencia les permitió presidir el Club de Corazones Unidos de Villa Pobladora.
A pesar de los evidentes avances, el GOM enfrentaba límites para su crecimiento, particularmente en el terreno del movimiento obrero. Algunos autores consideran que estos límites pueden haber estado relacionado con su postura frente al peronismo, movimiento al que la corriente dirigida por Moreno caracterizaba como la «vanguardia de la ofensiva capitalista contra las conquistas obreras».

[El peronismo es] un movimiento dirigido y formado por industriales y comerciantes, ganaderos y terratenientes, agentes del imperialismo y nacionalistas trasnochados, exsocialistas y radicales, militares y marinos, matones y caficios, curas y profesores, conservadores y sindicalistas a granel, obreros y campesinos, curas y artistas de varieté o de radioteatro. [...] Lo esencial es que para nosotros es un gobierno reaccionario desde su surgimiento en 1943 y su continuación en 1945, no habiéndose transformado nunca en un régimen progresivo o revolucionario, producto de un movimiento anticapitalista o antiimperialista.
Nahuel Moreno

En 1948, ya con 110 militantes, el GOM tomó el nombre de POR (Partido Obrero Revolucionario), y tuvo lugar su primer congreso. En este mismo año, Nahuel Moreno iniciaría su vínculo orgánico con la IV Internacional, participando como observador de su II Congreso Mundial.
En 1953, Moreno rompe con la Cuarta Internacional y se une al Comité Internacional de la Cuarta Internacional (CI-CI), donde sería el principal dirigente del Secretariado Latinoamericano del Trotskismo Ortodoxo (SLATO), que en 1956 tendría secciones en Argentina, Chile y Perú; en 1964, las organizaciones vinculadas a la SLATO abandonan el CI-CI para integrarse en el Secretariado Unificado de la Cuarta Internacional).
En la época en que era miembro del CI-CI, asistió al Congreso de 1958, celebrado en Leeds, Gran Bretaña.

### El «entrismo» en el peronismo
Para su segundo Congreso, el POR vio reducida su cantidad de militantes a 85 personas y, posteriormente, una fracción interna se pasaría al posadismo.
Ante esta situación, Nahuel Moreno decidió un giro de 180 grados: planteó que su posición para con el peronismo había sido «una desviación sectaria y nacional-trotskista». Así, en 1953, el POR pasó a desarrollar un «entrismo» en el peronismo, ingresando al PSRN (Partido Socialista de la Revolución Nacional), organización perteneciente al movimiento peronista. En esta experiencia, la organización de Nahuel Moreno cambiaría su nombre; primero a MAO (Movimiento de Agrupaciones Obreras) y luego a Palabra Obrera (publicando el periódico homónimo). El grupo de Nahuel Moreno controlaría inicialmente la Federación Bonaerense del PSRN, fundamentalmente debido al desarrollo previo del POR en Avellaneda y Florencio Varela.
Respecto a la decisión de desarrollar una política entrista en el peronismo Nahuel Moreno argumentaba que su posición iba de la mano de la necesidad de formar un «partido centrista de izquierda legal» y hacía una analogía con el entrismo en los Partidos Socialistas recomendado por Trotski a sus seguidores en la década de 1930. Moreno llamó a enfrentar el golpe de 1955. Luego vino la experiencia en el movimiento obrero en la Resistencia, con el peronismo proscripto movimiento al que se uniria
El 9 de noviembre de 1956 el dictador Pedro Eugenio Aramburu crea la "Junta de Defensa de la Democracia", un organismo destinado a perseguir a los comunistas, cuyo director fue Luis María Bullrich, el ente gubernamental tendría como tarea de calificar las publicaciones culturales, económicas, sociales o políticas en la misma forma que se hará con las organizaciones. Durante su régimen sería fuertemente perseguido el comunismo. con el traslado de presos políticos comunistas desde la Penitenciaría Nacional y la cárcel de Olmos al buque París. Entre otros fue arrestado el famoso Osvaldo Pugliese, Rodolfo y Orestes Ghioldi, dirigentes de larga data del Partido Comunista. el reconocido poeta chileno Pablo Neruda que se encontraba de paso en Buenos Aires y trasladado a la penal de Las Heras donde sufrió vejaciones. También sería arrestado Nahuel Moreno en diciembre de 1956 donde sufriría diferentes vejaciones y torturas, siendo liberado semanas más tarde.
Quienes critican esta posición suelen recordar que tanto el periódico como los estatutos de Palabra Obrera, se reconocían «Bajo la disciplina del General Perón y del Comando Superior Peronista». Esto ha sido tomado como argumento para diferenciar esta experiencia de la táctica recomendada por Trotski hacia los Partidos Socialistas. Los críticos más severos de Moreno afirman que éste no habría realizado un entrismo, sino una "disolución" dentro del peronismo. Además de estos elementos, suelen referir el hecho de que en 1958, ante el llamado de Perón a votar a Arturo Frondizi (candidato presidencial de la UCR Intransigente), Palabra Obrera llamó a «acatar la orden»:

Acatemos la orden de votar a Frondizi, pero críticamente, para salvar la unidad del movimiento, del bloque obrero y de las agrupaciones. [...] Salvemos la unidad de la masa llamando a aceptar de manera disciplinada la orden del Jefe.
Nahuel Moreno, 27 de marzo de 1958

En 1958 volvería a ser arrestado por la dictadura.

### El PRT (Partido Revolucionario de los Trabajadores)
Hacia fines de la década de 1950, un proceso de profundo alcance histórico sacudía a la juventud latinoamericana: la Revolución cubana.
Tras la experiencia de «entrismo» en el movimiento peronista de más de una década, el grupo de Hugo Bressano no obtenía resultados satisfactorios.
En abril de 1958, en plena Guerra de Liberación en Cuba, Bressano defendió al dictador proestadounidense Fulgencio Batista contra Fidel Castro (a quien calificaba de «gorila»):

Lo único que suavizó un poco el trago fueron dos hechos no decisivos pero sí interesantes: el fracaso del gorila Fidel en lograr la huelga general en Cuba, y la resolución de Leónidas Trujillo de conceder permiso de residencia al líder [Juan Domingo Perón].
Nahuel Moreno

En 1959 calificó a la Revolución cubana de "Revolución Gorila", comparándola con el Golpe Militar de 1955 en Argentina.
Cinco años más tarde Nahuel Moreno se rectificó. Se declaró «castrista» y consideró a Fidel Castro «junto con Lenin y a Trotsky, uno de los más grandes genios revolucionarios de este siglo».
En el mismo texto, Nahuel Moreno proponía una profunda revisión del trotskismo y el marxismo en general, al plantear ―en primera persona del plural― que el proletariado no debía ser necesariamente la vanguardia de la revolución socialista:

Hemos superado el esquema trotskista de que solo el proletariado es la vanguardia de la revolución, pero no para caer en otro tan funesto como aquel. .... Y no estamos dispuestos a sacrificar nuestro método por ningún dogma campesino. Tomamos la realidad, incluida la relación de las clases explotadas, tal como se da. Lo mismo hacemos con los métodos revolucionarios y de lucha armada: adoptamos no uno solo, sino aquel que se adecua a la clase de vanguardia y a su experiencia.
Nahuel Moreno

Esta nueva orientación política le permitió una confluencia con el FRIP (Frente Revolucionario Indoamericano Popular), organización dirigida por el santiagueño Mario Roberto Santucho. De la fusión del FRIP y Palabra Obrera surge, el 25 de mayo de 1965, el Partido Revolucionario de los Trabajadores.
Sin embargo, no tardaron en aparecer divergencias. Aunque Nahuel Moreno había propuesto a la organización internacional a la que pertenecía en 1967 (Secretariado Unificado de la IV Internacional), "crear los brazos armados de la OLAS" (Organización Latinoamericana de Solidaridad, fundada en La Habana por el Partido Comunista de Cuba), consideraba que las condiciones no estaban dadas para realizar esta tarea en Argentina. Santucho, por el contrario, propuso la inmediata preparación de la lucha armada en el país. Entre finales de 1967 y principios de 1968 culminó la escisión, que llevaría a la conformación de dos líneas: la de Roberto Santucho, llamada «PRT-El Combatiente», y la de Nahuel Moreno, llamada «PRT-La Verdad».

### El PST (Partido Socialista de los Trabajadores) y la dictadura 1976-1983
En 1972, Nahuel Moreno ―en el marco de la «dictablanda» de Alejandro Agustín Lanusse― llevó a cabo una «defensa apasionada del proceso de "institucionalización"» (GAN: Gran Acuerdo Nacional), llevado adelante por el gobierno militar, y propuso la construcción de un «partido centrista de izquierda legal», llamando a «refundar el Partido Socialista» y, junto a Juan Carlos Coral, disidente del Partido Socialista Argentino (PS-Secretaría Coral), fundó el PST (Partido Socialista de los Trabajadores).
Hugo Bressano participó ―con su seudónimo Nahuel Moreno― con listas propias en ambas elecciones presidenciales del año 1973. Los resultados obtenidos en los comicios del 11 de marzo de 1973 fueron magros, mientras que en las del 23 de septiembre obtuvo el 1,52 % de los votos.
Durante el gobierno de Isabel Perón, el PST participó en el «Bloque de los 8» que ―con el fin declarado de defender la democracia y evitar un golpe militar― reunía a los partidos tradicionales argentinos más importantes (PJ, UCR, PS, etc.). En ese año, la Triple A (Alianza Anticomunista Argentina) estaba asesinando militantes peronistas  y de izquierda.
Tras el golpe de Estado del 24 de marzo de 1976, se instauró la dictadura más sangrienta de la historia argentina. Todos los partidos políticos fueron proscritos y sus militantes de base sufrieron una dura persecución. 
Las caracterizaciones y posiciones de Nahuel Moreno bajo la dictadura han sido muy criticadas por la izquierda y por todos los partidos políticos de Argentina.
Ante esta situación, Nahuel Moreno abandonó el país, refugiándose en distintos puntos de Latinoamérica. En abril de 1976, Nahuel Moreno escribió en la revista La Yesca (que reemplazaba a la revista Avanzada Socialista, que había sido declarada ilegal por la dictadura) que la debutante dictadura era una «dictablanda», o «la dictadura más democrática de América Latina».
Ya desde antes de la dictadura, Nahuel Moreno se había opuesto a pedir la libertad de los guerrilleros presos, argumentando que

Para nosotros los guerrilleros no son presos políticos. Son «conexos», como los llama la propia guerrilla. No actúan políticamente sino militarmente. Y no son apresados en acciones políticas sino en acciones militares. Incluso los miembros de una de las organizaciones guerrilleras exigen ser tratados de acuerdo con la Convención de Ginebra de los prisioneros de guerra. ¿Qué tiene que ver esto con la condición de preso político? Por eso, como presos, son indefendibles desde el punto de vista político, y nuestro partido no reclama su libertad como tales.
Nahuel Moreno

Según Nahuel Moreno, el golpe era una situación transitoria cuyo objetivo era solo aplastar a las organizaciones guerrilleras, por lo que los militantes del PST no estaban en peligro.
Solo en los primeros dos años, 100 000 personas fueron detenidas y torturadas, de las cuales fueron asesinadas y desaparecieron 30 000, en su inmensa mayoría militantes peronistas de base. El PST tuvo unos 100 militantes detenidos, torturados, asesinados y desaparecidos.
A pesar de ello, y de que sus actividades habían sido declaradas ilegales y la organización había sido disuelta por la Ley 21.325, Nahuel Moreno fue el único político de izquierda que se opuso al boicot al Mundial de Fútbol de Argentina en 1978, impulsado por organizaciones en el exterior (Nahuel Moreno planteaba que estas organizaciones exageraban la magnitud de la represión, y eran una campaña antiargentina desde el exterior).
Nahuel Moreno incluso consideró que la asistencia de la esposa de Jorge Rafael Videla a la cancha, durante los partidos del mundial, era parte de un «positivo y gran avance de la mujer». Después del Mundial, Nahuel Moreno se rectificó: comenzó a caracterizar a la dictadura cívico-militar-eclesiástica como «contrarrevolucionaria».[cita requerida]

### La Brigada Simón Bolívar
Desde Bogotá, Nahuel Moreno impulsó la formación de la Brigada Simón Bolívar, con la idea de combatir junto al FSLN (Frente Sandinista de Liberación Nacional) en la lucha contra Anastasio Somoza Debayle en Nicaragua. Este episodio ha sido también objeto de fuertes polémicas. Nahuel Moreno siempre aseguró que la Brigada Simón Bolívar tuvo una actuación heroica en la Revolución sandinista, ocupando la ciudad portuaria de Bluefields y promoviendo la conformación de sindicatos independientes del Gobierno.
Sin embargo, otras organizaciones descalifican la versión de Nahuel Moreno, y afirman que la Brigada Simón Bolívar, mal organizada y con pésimo armamento, nunca entró en combate. Suelen citar, además, documentos internos de la sección colombiana, en los cuales denunciaron a Nahuel Moreno por haberse apoderado de manera inapropiada de los fondos recaudados, así como de no alinearse políticamente con la dirección sandinista del FSLN.
La cuestión de la Revolución sandinista ocupó un lugar central en las polémicas que desembocaron en la ruptura de Nahuel Moreno con Ernest Mandel. La mayoría del Secretariado Unificado de la Cuarta Internacional opinaban que la Brigada Simón Bolívar se tendría que haber incorporado al FSLN, conforme pedían los propios sandinistas. El apoyo de la mayoría de la dirección de la Cuarta a los sandinistas, llevó al alejamiento de Nahuel Moreno de la Cuarta Internacional.

### Actualización del Programa de Transición
En 1980, Nahuel Moreno escribió uno de sus textos de mayor importancia teórica, la Actualización del programa de transición. El texto fue escrito con la finalidad de servir de base para elaborar el programa de la Cuarta Internacional —Comité Internacional (CI–CI), organización surgida en 1980 como fusión de la corriente liderada por Nahuel Moreno— en esa época denominada Fracción Bolchevique (FB) —con el Comité de Reconstrucción de la Cuarta Internacional (CORCI) encabezado por Pierre Lambert.
En este escrito, Nahuel Moreno plantea que Trotski se equivocó en algunos de los pronósticos del "Programa de Transición de la Cuarta Internacional", y presenta su teoría de las "revoluciones inconscientes" (o "revoluciones de febrero") y las "revoluciones conscientes" (o "revoluciones de octubre"). Según Nahuel Moreno, Trotski no habría otorgado la suficiente importancia a la cuestión de las revoluciones democráticas.
Teóricos de otras corrientes trotskistas han visto en estas afirmaciones un retorno a las posiciones mencheviques, combatidas por Trotski desde la formulación de su teoría de la revolución permanente, en 1906.

### Movimiento al Socialismo (MAS)
En el ocaso de la dictadura militar en Argentina, Nahuel Moreno regresó al país. En sus escritos de esa época aseguraba que Argentina estaba viviendo una revolución democrática y que existía una situación revolucionaria a nivel mundial.
En 1982, en el marco de esa caracterización política, Nahuel Moreno fundó el MAS (Movimiento al Socialismo). Esta organización llegaría a tener una importancia considerable hacia fines de la década de 1980, logrando, mediante su participación en el frente electoral Izquierda Unida, la elección de Luis Zamora como diputado nacional. La influencia del MAS también fue notoria en el movimiento obrero y sindical.

### Muerte y legado
Nahuel Moreno murió el 25 de enero de 1987. A su velorio concurren varios miles de militantes y llegan cartas de condolencias de la mayoría de los partidos trotskistas del mundo, así como de las centrales sindicales de España, Bolivia, Brasil y Colombia. Hugo Blanco escribe como despedida y homenaje: "Reconozco en él a mi mayor maestro del marxismo y siempre lo he reconocido así, a pesar de que los avatares de la lucha revolucionaria hace años que separaron nuestros caminos. Latinoamérica ha perdido a un incansable e inteligente combatiente de la revolución".
Su cuerpo fue enterrado en el Cementerio de la Chacarita, en la ciudad de Buenos Aires, donde todos los años, al conmemorarse el aniversario de su fallecimiento, se congregan militantes y simpatizantes de la corriente morenista a rendirle homenaje.
Tras el deceso de Moreno y en un proceso que duró 16 años, el MAS de Argentina se dividió en más de 30 grupos de diverso tamaño los cuales en su gran mayoría desaparecieron.[cita requerida]

## Nahuel Moreno y el movimiento trotskista internacional
En 1948, Nahuel Moreno, entonces, líder del Grupo Obrero Marxista, inició su vínculo orgánico con la Cuarta Internacional, participando como observador de su II Congreso Mundial.
En 1951, el Tercer Congreso de la Cuarta Internacional decidió que el grupo liderado por Nahuel Moreno debía disolverse para que sus militantes pudieran unirse al grupo liderado por Juan Posadas, el Partido Obrero de la Revolución Socialista.
En este contexto, Moreno y sus partidarios, a pesar de oponerse a tal resolución, la acataron.
En 1953, Moreno rompe con la Cuarta Internacional y se une al Comité Internacional de la Cuarta Internacional (CI-CI), donde sería el principal dirigente del Comité Latinoamericano (CLA), que, en 1954, tendría secciones en Argentina (Partido Obrero Revolucionario), Chile (Partido Obrero Revolucionario, dirigido por Humberto Valenzuela) y Perú (Partido Obrero Revolucionario, dirigido por Félix Zevallos, que más tarde adquiriría relevancia gracias a la obra de Hugo Blanco Galdós).
En marzo de 1957, se realizó en Lima (Perú) la "Primera Conferencia del Trotskismo Ortodoxo Latinoamericano" (TOLA), en el que fue aprobado el "Manifiesto del Trotskisrno Ortodoxo Latinoamericano" y se creó el Secretariado Latinoamericano del Trotskismo Ortodoxo (SLATO).
En 1958, Moreno representó al SLATO en el Congreso de 1958 del CI-CI, celebrado en Leeds, Gran Bretaña.
En 1960, se realizó el "Congreso del Trotskismo Ortodoxo Latinoamericano" en Santiago de Chile.
En 1961, el SLATO envió a varios activistas a Lima (Perú) para apoyar las actividades de Hugo Blanco Galdós. Sin embargo, el movimiento fue derrotado después de que la policía vinculara a militantes del POR con el atraco al Banco de Crédito de Miraflores, ocurrido el 1 de abril de 1962. Este hecho generaría una fuerte represión contra el POR. En este contexto, Moreno tuvo que huir de Perú.
Afines de 1961, se celebró una reunión del SLATO, en Buenos Aires, en la que, por unanimidad, se aprobó caracterizar al gobierno cubano como "gobierno obrero y campesino", y por mayoría que se trataba de un "Estado obrero en transición", con la oposición de los chilenos, que en ese momento lo caracterizaron como "Estado obrero deformado".
Además de la liquidación del POR peruano, el POR chileno decidió abandonar el SLATO a principios de 1962. Este contexto dio lugar a la disolución del SLATO.
En 1964, los partidarios de Moreno, luego agrupados en el "Palabra Obrera", abandonaron el CI-CI para integrarse en el Secretariado Unificado de la Cuarta Internacional (SU-CI).
El 4 de noviembre de 1964 se produjo en Bolivia un golpe militar encabezado por René Barrientos Ortuño. En esta coyuntura, el dirigente trotskista boliviano Hugo González Moscoso propuso la acción guerrillera, descuidando el movimiento obrero minero, que seguía resistiendo ala dictadura. El razonamiento de González Moscoso era un calco de las posiciones guevaristas: dada la situación económica y social, el régimen capitalista sólo podría sobrevivir empleando la violencia más sistemática; de ahí que el movimiento obrero y campesino no tendría márgenes legales para actuar y organizarse, y que tampoco saldría a enfrentar en las calles a la burguesía, por el poder del aparato represivo. Es decir: ni acción legal, ni grandes huelgas, ni mucho menos insurrecciones; de ahí que e! único método de lucha que veía
fuese la guerrilla, en la forma preconizada por el Che Guevara.
Moreno polemizó con los planteos de González Moscoso, retomando las posiciones con las que en su momento había respondido a Daniel Pereyra y José Martorell durante el levantamiento campesino en
Perú de 1962-63 y, poco después al "Vasco" Bengochea, cuando vino de Cuba asimilado a la estrategia guerrillera del Che. Para Bolivia, Moreno defendió una política que se basaba en impedir una lucha aislada de los mineros y organizar al resto de los trabajadores para que dieran una batalla junto a ellos. Para ello, entre otras tácticas, proponía la de frente único contra la Junta Militar y, previendo que habría enfrentamientos armados, promover la formación de grupos de defensa de la Central Obrera Boliviana (COB) y los sindicatos, y exigir a quienes quisieran
constituir grupos armados, que coordinasen su accionar con las organizaciones sindicales. O sea, ante la posibilidad de lucha armada, basarse para ella en las masas y en sus organizaciones existentes, en vez de inventar grupos aislados; y si éstos se formaban, que se subordinasen a las masas en vez de actuar al margen de ellas. Una discusión del mismo tenor se comenzaría a desarrollar en el Partido Revolucionario de los Trabajadores (Argentina) acerca de la situación y las perspectivas en la Argentina.
Durante el Congreso del SU-CI de 1969, Moreno se opuso a las directrices a favor de la lucha de guerrillas.
En Revista de América n.º 8/9, de mayo-agosto de 1972 se publicó un texto de Nahuel Moreno polemizando con la política del boliviano Guillermo Lora y del argentino Jorge Altamira de apoyo a la Frente Revolucionario Antiimperialista (FRA). La FRA era una organización formada por exiliados bolivianos, que vivían en Chile tras el golpe militar de Hugo Banzer, en agosto de 1971. En noviembre de 1971, la FRA había publicado su manifiesto1, llamado: “Aplastemos la dictadura fascista y forjemos el gobierno del pueblo”.
En diciembre de 1972, presentó, junto con Hugo Blanco, Peter Camejo, Joseph Hansen y Aníbal Lorenzo (Ernesto González), un documento titulado: "Argentina y Bolivia un Balance", como contribución a la discusión sobre América Latina en la reunión del Comité Ejecutivo del SU-CI, que criticaba las resoluciones a favor del énfasis en las luchas guerrilleras, aprobadas en el Congreso de 1969 del SU-CI.
En 1973, para los debates previos al Décimo Congreso Mundial del SU-CI, Ernest Mandel presentó un documento titulado: “En defensa del leninismo, en defensa de la Cuarta internacional”, en respuesta Moreno presentó el texto: “Un documento escandaloso”. Entre la militancia del Partido Socialista de los Trabajadores (Argentina) se lo bautizó “El Morenazo”. En 1989 fue publicado con el título "El partido y la revolución (teoría, programa y política: polémicas con Mandel)."
En 1975, se publicó un documento interno del Partido Socialista de los Trabajadores de la
Argentina, escrito, en 1974, por Nahuel Moreno, conocido como "Memorándum para la respuesta del PST(A) al SU", que respondía a la campaña de críticas contra el PST que mantenía la mayoría del SU-CI (encabezada por Mandel), que mantenía una línea ultraizquierdista producto de la desviación guerrillerista y su defensa del PRT-ERP. Moreno explica exhaustivamente la política y consignas del PST en defensa de las libertades
democráticas contra las bandas fascistas y ante el peligro del golpe militar contra el gobierno
peronista, surgido del voto popular en 1973.
En 1975, se publicó un documento interno del Partido Socialista de los Trabajadores de la
Argentina, escrito, en 1974, por Nahuel Moreno, conocido como "Memorándum para la respuesta del PST(A) al SU", que respondía a la campaña de críticas contra el PST que mantenía la mayoría del SU-CI (encabezada por Mandel), que mantenía una línea ultraizquierdista producto de la desviación guerrillerista y su defensa del PRT-ERP. Moreno explica exhaustivamente la política y consignas del PST en defensa de las libertades
democráticas contra las bandas fascistas y ante el peligro del golpe militar contra el gobierno
peronista, surgido del voto popular en 1973.
El 11 de febrero de 1977, Nahuel Moreno, como dirigente de la Tendencia Bolchevique del SU-QI y del Partido Socialista de los Trabajadores de la Argentina, publicó un documento criticando duramente a Mandel, titulado: Capitulación al “Eurocomunismo”.
Antes del Congreso del SU-CI de 1979, Moreno, que estaba exiliado en Bogotá (Colombia), publicó, en febrero de 1979, un documento titulado "La dictadura revolucionaria del proletariado",  que era una respuesta al un proyecto de resolución escrito por Ernest Mandel, titulado: "Democracia socialista y dictadura del proletariado".
En agosto de 1979, el gobierno de la Frente Sandinista de Liberación Nacional expulsó a los miembros de la Brigada Simón Bolívar (BSB), impulsada por el morenismo desde Bogotá, de Nicaragua. Tanto la dirección del Partido Socialista de los Trabajadores (Estados Unidos) como el mandelismo apoyaron esa expulsión. En este contexto, los partidarios de Moreno, agrupados entonces en la Fracción Bolchevique (FB), se retiraron del SU-CI.
A finales de 1979, la “Tendencia Leninista Trotskista” (TLT), liderada por: Dominique Losay, Daniel Gluckstein, Christian Leucate y François Cortes, que representaba alrededor de un tercio de los militantes de la Ligue Communiste Révolutionnaire (Francia), también se había retirado del SU-CI.
En diciembre de 1979, el Comité Organizador por la Reconstrucción de la Cuarta Internacional (CORCI), la FB y la TLT formaron un "Comité Paritario", que funcionó hasta la Conferencia Mundial Abierta de la Cuarta Internacional (Comité Internacional) (CI (CI) (1980)), de diciembre de 1980, en la que se eligió al Consejo General que designó al Comité Ejecutivo y al Secretariado de la CI (CI) (1980), disolviéndose las fracciones.
A fines de mayo de 1981, Nahuel Moreno presentó un informe de la CI (CI) (1980), titulado: "Aparece una nueva dirección".
El 13 de octubre de 1981, envió una carta al Comité Central del Partido Obrero Socialista Internacionalista (España) en la que criticaba duramente a la Organisation Communiste Internationaliste (OCI) por su capitulación al gobierno de Mitterrand.
En enero de 1982, se celebró en Bogotá (Colombia) una reunión internacional que fundó la Liga Internacional de los Trabajadores – Cuarta Internacional (LIT-CI).
En marzo de 1985, participó, en Buenos Aires, del Primer Congreso de la LIT-CI, como principal dirigente de esa organización.
Tras romper con el SU-CI, intentó crear una organización internacional con el lambertismo y, tras el fracaso de esta, fundó, en 1982, su propia corriente, la LIT-CI, que se escindiría en decenas de organizaciones tras la muerte de Nahuel Moreno, en forma análoga al MAS.

## Escritos
Nahuel Moreno desarrolló una prolífica tarea de escritor político. Además de las varias colaboraciones a los periódicos de las organizaciones que dirigió, se destacan los siguientes textos:
- El golpe gorila de 1955 (1956?).
- El marco histórico de la Revolución Húngara (1957).
- La Revolución Permanente en la posguerra (1958).
- Tesis sobre el Frente Único Revolucionario ("Tesis de Leeds") (1958).
- Dos métodos frente a la revolución latinoamericana (1964?).
- Las revoluciones china e indochina (1967).
- La moral y la actividad revolucionaria (1967).
- Lora reniega del trotskismo (1972).
- Lógica marxista y ciencias modernas (1973).
- Tesis sobre el guerrillerismo (1973), escritas con Eugenio Greco y Alberto Franceschi
- Un documento escandaloso (en respuesta a En defensa del leninismo, en defensa de la Cuarta Internacional de Ernest Germain) (1973).
- ¿Partido mandelista o partido leninista? (1973).
- Memorándum para la respuesta del PST(A) al Secretariado Unificado de la IV Internacional (1975).
- Revolución y contrarrevolución en Portugal (1975).
- Nuestras diferencias sobre Key Issues (1975).
- España: con las cortes, contra la monarquía (1977).
- Alertamos contra la capitulación al "eurostalinismo" (1977).
- Las perspectivas y la política revolucionaria después del triunfo de la revolución nicaragüense (1979).
- Actualización del programa de transición (1980).
- Polémica sobre Medio Oriente (1982).
- Argentina: Una revolución democrática triunfante (1983).
- Revoluciones del Siglo XX (1984).
- Intervenciones en la Escuela de Cuadros - Argentina, 1984 (1984).
- Ser trotskista hoy (1985).

### Organizaciones que se reivindican morenistas
- Liga Internacional de los Trabajadores - Cuarta Internacional
- Unidad Internacional de los Trabajadores - Cuarta Internacional
- Izquierda Socialista - Argentina
- MST - Argentina
- Partido Socialismo y Libertad
- Movimiento Socialista de los Trabajadores - MST - Bolivia
- Movimiento Socialista de los Trabajadores - MST - Chile
- PSTU - Brasil
- MAIS - Movimento por uma Alternativa Independente e Socialista - Brasil Archivado el 28 de enero de 2018 en Wayback Machine.
- Corrente Socialista dos Trabalhadores - Brasil
- PSTU- Argentina
- PRT-IR - España
- Unión Socialista de los Trabajadores - Argentina
- Unidad Socialista de Izquierda - Venezuela
- Convergencia Socialista - Argentina
- Lucha Internacionalista - España
- İşçi Cephesi - Turquía

### Otras organizaciones que provienen del morenismo
- Nuevo MAS - Argentina
- PTS - Argentina
- LSR - Argentina